# Divinópolis
Divinópolis este un oraș în Minas Gerais (MG), Brazilia.